# Andrei Bărbulescu
Andrei Bărbulescu (ur. 16 października 1909 w Slatinie, zm. 30 lipca 1987 w ?) – rumuński piłkarz, grywał na pozycji pomocnika. Uczestnik mistrzostw świata z roku 1938. Reprezentant Rumunii.

## Kariera
Karierę rozpoczął jako junior w amatorskim klubie FC Argeș Pitești. Następnie w 1924 r. wraz z rodziną, przeniósł się do Bukaresztu gdzie trafił do Venusu Bukareszt. W 1927 r. trafił do Juventusu Bukareszt. Pięciokrotnie sięgał po tytuły mistrza Rumunii (1x z Juventusem Bukareszt w 1930 oraz 4x z Venusem Bukareszt w latach 1934–1940). Kolejno w roku 1932 przeszedł ponownie do Venusu, gdzie w ciągu 8 lat wystąpił 117 razy, strzelając zaledwie 8 bramek. W kadrze narodowej zadebiutował 25 sierpnia 1935 w meczu przeciwko reprezentacji Niemiec. Następnie został powołany do kadry przez Alexandra Săvulescu i Costela Radulescu na mundial 1938, który odbywał się we Francji. W 1952 r. został trenerem reprezentacji narodowej na igrzyskach olimpijskich, które odbywały się w Helsinkach.

## Tytuły
- mistrz Rumunii (5x): 1930, 1934, 1937, 1939, 1940